# Myrteta tinagmaria
Myrteta tinagmaria är en fjärilsart som beskrevs av Achille Guenée 1857. Myrteta tinagmaria ingår i släktet Myrteta och familjen mätare. Inga underarter finns listade i Catalogue of Life.